# Брандес, Георг
Георг Моррис Кохен Брандес (дат. Georg Morris Cohen Brandes; 4 февраля 1842, Копенгаген — 19 февраля 1927) — датский литературовед, публицист, теоретик натурализма. Номинировался на Нобелевскую премию по литературе.

## Биография
Родился в датской еврейской семье. Старший брат Эдварда Брандеса. Окончил Копенгагенский университет. В 1862 году получил золотую медаль университета за эссе «Идея Немезиды у древних».

## Творчество
Вошёл в литературу в 1860-е гг. Автор ряда работ о выдающихся представителях мировой литературы Нового времени. Его влияние на развитие скандинавской литературы можно сравнить с воздействием Белинского на русскую. Имя Георга Брандеса носит одна из площадей датской столицы.
Брандес находился в оппозиции к эстетизму в литературе и к теории «искусство ради искусства». Он видел в литературе орган для выражения «великих мыслей о свободе и прогрессе человечества».
В 1887 году публицист посетил Россию. Страна показалась ему унылой, бескрайней и, как он сам выразился, «отсталой». В то же время он признавал загадочность русского духа. О достижениях России он писал: «…когда смотришь на Зимний дворец в Петербурге, возведенный по проекту итальянца Растрелли, или на прекрасную конную статую, изваянную французом Фальконе, то снова и снова спрашиваешь себя, что же сделали, собственно, сами русские. Но вместе с тем понимаешь, что русские использовали труд чужеземцев в своем национальном духе…».

## Избранная библиография
- «Главные течения в европейской литературе 19 в.» (т. 1—6, 1872—90).
- «Серен Кьеркегор» (1877)
- «Вениамин Дизраэли» (1878)
- «Людвиг Хольберг» (1884)
- «Польские впечатления» (1888)
- «Русские впечатления» (1888)
- «Вильям Шекспир» (т. 1—3, 1895—96)
- «Вольфганг Гёте» (т. 1—2, 1914—15)
- «Литературные характеристики и разбор произведений» — Киев, 1908 г.